# NGC 1361
NGC 1361 ist eine Elliptische Galaxie vom Hubble-Typ E3 mit aktivem Galaxienkern im Sternbild Eridanus am Südsternhimmel. Sie ist schätzungsweise 233 Millionen Lichtjahre von der Milchstraße entfernt und hat einen Durchmesser von etwa 110.000 Lichtjahren.

Im selben Himmelsareal befinden sich u. a. die Galaxien IC 337, PGC 1040077.
Das Objekt wurde im Jahr 1886 von Ormond Stone entdeckt.